# Linha Moskovskaya (Metro de Minsk)
Moskovskaya é uma das duas linhas do metro de Minsk na Bielorrússia. Foi inaugurada em 1984 e circula entre as estações de Vostok e Institut Kultury. Tem um total de 9 estações.